# San Andres (Quezon)
San Andres è una municipalità di quarta classe delle Filippine, situata nella Provincia di Quezon, nella regione di Calabarzon.
San Andres è formata da 7 baranggay:
- Alibihaban
- Camflora
- Mangero
- Pansoy
- Poblacion
- Tala
- Talisay